# Rhabdomastix japonica
Rhabdomastix japonica är en tvåvingeart som beskrevs av Alexander 1924. Rhabdomastix japonica ingår i släktet Rhabdomastix och familjen småharkrankar. Inga underarter finns listade i Catalogue of Life.